# Ед Ууд
 Тази статия е за режисьора.  За филма вижте Ед Ууд (филм).  
Едуард Дейвис Ууд младши (на английски: Edward Davis Wood Jr.) (10.10.1924 – 10.12.1978), по-познат като Ед Ууд, е американски сценарист, режисьор, продуцент, актьор, писател и редактор, който често изпълнявал много от тези функции едновременно.   През 50-те години Ууд прави серия от евтини и недобре продуцирани филми, които сега са известни и обичани заради многото си технически грешки, лоши специални ефекти, голямо количество несъвместими архивни кадри, особени диалози, ексцентричен снимачен екип и необичайни елементи в сценария. Въпреки това неговия нюх за кино вдъхва на проектите му известен успех.
Популярността на Ууд избледнява малко след като най-голямата му звезда Бела Лугоси умира. Той съхранява кадри от последните моменти на Лугоси върху лента, която по-късно успява да продаде, но кариерата му залязва скоро след това. Към края на живота си Ууд прави порнографски филми и пише второкачествени криминални, хорър и секс романи. Името му се популяризира две години след смъртта му, когато е награден с наградата Златна Пуйка (The Golden Turkey Award) за най-лош режисьор на всички времена. Липсата на способности за правене на конвенционални филми спечелва на Ед Ууд значителен брой фенове и последователи.
Следвайки публикацията на биографичната книга на Рудолф Грей Екстазен „Кошмар: Животът и изкуството на Едуард Д. Ууд, мл.“ (1992 г.), животът и трудът на Ууд преживяват един вид публична реабилитация, благодарение на преоткритата му усърдност и истинска любов към филмите и филмовата индустрия. Биографичният филм на Тим Бъртън „Ед Ууд“, печели две награди Оскар.

## Биография
Бащата на Ууд, Едуард старши, работи за Пощенската служба и семейството му трябва често да се мести. Накрая се установяват в Пъкипсий, Ню Йорк, където се ражда Ед Ууд.
От малък Ууд се интересува от игралното изкуство. Той колекционира комикси, обожава филми, най-вече уестърни, и всичко, което включва окултизъм. Той често пропуска училище за да гледа филми в близкото кино, където различни архивни кадри често били изхвърляни от персонала, което позволява на Ууд да ги съхрани и добави в обширната си колекция.
Смята се, че майката на Ууд, Лилиан, винаги е искала момиченце и понякога, докато не станал на 12 години, обличала синът си с поли и рокли. През остатъка от живота си Ууд е хетеросексуален мъж, който се облича в женски дрехи. Една от първите му платени работи била на разпределител в кино, въпреки че той също така пее и свири на барабани в група. По-късно основава пеещ квартет наречен „Малките парченца на Еди Ууд“, благодарение на който се научава да свири на много струнни инструменти. Първата му видеокамера му е подарена за дванадесетия рожден ден: Кодак „Cine Special“'. Едни от първите му кадри, които го изпълват с гордост били на Дирижабълът Хинденбург, минути преди известната експлозия над езерото Хърст, Ню Джърси.
Ууд се записва във Военноморските сили на 17 години, само месеци след атаката на Пърл Харбър. Той служи от 1942 г. до 1946 г. и твърди, че е участвал в битки, докато тайно е носил сутиен и бикини под униформата си.
Възхищаващ се на екзотичното и необичайното, Ууд се присъединява към карнавал веднага след отписването си от армията. Няколкото му липсващи зъба и обезобразен крак (рани получени по време на битки) в комбинация с личните му фетиши и актьорски умения го правят перфектния кандидат за шоуто на изродите. Ууд се превъплъщава в брадатата дама, заради което носи женски дрехи и даже си изработва простатни гърди. Карнавалите са често пресъздавана тема в работата на Ууд, най-ясно представени в автобиографичния роман Убиец в дрипи.
Ууд често употребява алкохол и леки наркотици. Като млад е женкар, но в по-зрелите си години е предан на приятелките си (най-известната от които е Долорес Фюлер) и съпругата си Кати О’Хара. Едуард Д.Ууд младши има едно дете, дъщеря на име Катлийн Емили Ууд.

## Кариера

### Филми
| „      | Ако искате да ме опознаете, гледайте Глен или Гленда. Това съм аз, това е моята история без съмнение. Но План 9 е моята истинска гордост. | “ |
| Ед Ууд | |   |

Филмовата кариера на Ууд започва след като се премества в Холивуд през 1947 г. Той пише сценарии и режисира телевизионни предавания, реклами и няколко забравени нискобюджетни уестърна. Ууд написва, продуцира, режисира и участва в Случайна компания, пиеса от непубликувания му роман, посветен на службата му във Военноморските сили на САЩ. Пиесата получава ужасни рецензии след премиерата си на 25.10.1948 г.

#### Глен или Гленда
Големият пробив на Ууд идва през 1953 г., когато е нает от продуцента Джордж Уайс да направи филма „Смених си пола“ (I Changed My Sex), базиран на живота на транссексуалната Кристин Йоргенсон. След като Йоргенсон отказва да участва във филма, Ууд написва нов автобиографичен сценарий озаглавен „Глен или Гленда“, искрен и симпатичен труд за транссексуалността. Той го режисира, a използвайки псевдонима Даниел Дейвис играе и главната роля на мъж с фетиш към преобличания и ангорски пуловери.
Повечето от филмите на Ууд са с лошо качество благодарение на натоварения снимачен график и ограничения бюджет. Докато повечето режисьори снимат по една сцена на ден (или само отделен фрагмент), Ууд бил готов да подготви до 30 сцени. Той рядко изисквал повторни дубли, дори оригиналът да е очевидно дефектен. Глен или Гленда, заснет за само 4 дни с бюджет от $26 000, е направен в семи-документален стил. Ууд прилага и често използваният от него трик за спестяване от бюджета, като слага готови архивни кадри, вместо да доплаща за озвучаването на лентата. Ролята на Барбара е изиграна от приятелката в реалния му живот Долорес Фюлер. Тя се появява и в два от следващите му филма. Бела Лугоси, на който не било казано, че филмът е за травестити, получил $1000 за един ден на снимачната площадка. Ууд използва множество сюрреалистични скици, напомнящи на илюзия и сън, в които вгражда персонифицирани символи. Продуцентът Джордж Уейс допринася за объркването като добавя кадри с насилие, препратки към филмите – фетиш на Ирвинг Клау от други продукции. Филмът е пуснат с няколко различни заглавия в отделните райони: Травесит, Водех два живота и Тя или той?
Следващият проект на Ууд е замислен като телевизионен сериал, наречен „Др. Акюла“ (Dr. Acula) в който участва Лугоси, като детектив в областта на свръхестественото. Когато това начинание пропада, той режисира и продуцира ниско бюджетния Jail Bait (Затворническа стръв) през 1954, гангстерски филм в стил 30-те. Оригиналното заглавие е The Hidden Face (Скритото лице), но е променено на Jail Bait заради импровизирана препратка от сценария, касаеща нелегален пистолет. Ууд също така помага на своят приятел Алекс Гордън за написването на нов сценарий. Самият Горън е човекът, който запознава Ууд и Бела Лугоси през 1952 г. Лугоси е трябвало да играе бащата на главния герой, но се отказва заради болест.
През 1955 г. Ууд продуцира и режисира първия си филм на ужасите наречен „Булката на чудовището“ (Bride of the monster; оригиналното заглавие е „Булката на атома“). Въпреки че Ууд твърди, че е отговорен за по-голямата част от написването на сценария, оригиналната история The Atomic Monster („Атомното чудовище“) е написана от Алекс Гордън. Според Гордън, Ууд допринася само за около половината диалог. Бела Лугоси изиграва последната си роля с реплики като луд учен, посветен на създаването на армия от атомни супергерои. Главната героиня Лорета Кинг, е със същата ангорска шапка, която Ууд носи в Глен или Гленда.
Стилът и съдържанието на филма силно напомнят на нискобюджетните филми на ужасите, които Лугоси прави за Monogram Pictures през 40-те, най-вече The Corpse Vanishes („Трупът изчезва“).

#### План 9 от далечния космос
През 1956 г. Ууд планира да продължи „Булката на чудовището“ с „Таласъмът отива на запад“ (The Ghoul Goes West; или „Таласъмът фантом“), което трябва да бъде комбинация от двата му любими жанра: хорор и уестърн. Историята основно е преразказ на Булката на чудовището, но в обстановката на Дивия Запад. Лугоси, който е излязъл от болница за рехабилитация заради пристрастеността си към морфин, трябва да играе луд учен. Ууд имал пари колкото да заснеме един-единствен ден с неми, тест кадри. Били заснети няколко случайни сцени на които Лугоси е на погребение пред къщата на Тор Джонсън или дебнещ наоколо в костюма си на Дракула. Кадрите са заснети за да бъдат показани на вероятни бъдещи инвеститори. Лугоси почива скоро след това, на 16 август, а тези кадри дават началото на следващия проект на Ууд.
Plan 9 from Outer Space („План 9 от далечния космос“) обединил последните сцени на Лугоси с нова история, микс между хорор и научна фантастика. Чекръкчията на Ууд играл дублъор на Лугоси, като криел лицето си зад голямото черно наметало. Тор Джонсон и тогавашната известна водеща Вампира (Майла Нурми) изиграват запомнящи се, дори емблематични роли на зомбита, вдигнати от гробовете си от извънземни нашественици. Филмът е заснет за 5 дни през ноември 1956 г. с бюджет от $22 000. Най-интересното около План 9 е, че Ууд успява да убеди членове на Южния Баптистки Конгрес, the Southern Baptist Convention да вложат известен капитал; според слухове ги накарал да вярват, че инвестиция в успешен научнофантастичен филм ще има толкова голяма възвръщаемост, че да им позволи да спонсорират свой собствен проект от 12 филма за 12-те апостола. Знае се, че те променили заглавието на филма от „Осквернители на гробове от далечния космос“ и премахнали реплики от сценария, които счели за богохулни. Източници твърдят, че те накарали екипа да приеме баптизма на тяхната църква, като част от сделката.

### Късни години
През 1956 г. Ууд прави филм наречен „Бесните години“ (The Violent Years). През 1958 г. пише нов сценарий „Кралицата на горилите“, който после е пуснат със заглавие „Булката и звярът“ – фантастична история за горила, преродена в тялото на красива жена. Същата година Ууд написва, продуцира и режисира „Нощта на таласъмите“ – филм, пълен с препратки към предишни негови филми, сцени с луд учен, напомнящ Лугоси, сходни диалози и образи. В една от сцените момиче, облечено в ангорски пуловер, и приятелят ѝ са нападнати от Черният призрак. В няколко сцени самият Ууд, скрил лицето си зад черен воал, замества женския таласъм. На някои кадри дори се вижда негова снимка с обявена награда да виси на стената в полицейския участък. Финалът е сцена в която таласъмите се превръщат в скелети и която е използвана отново в „Оргия на мъртвите“. Десетилетия тази лента е забравена защото Ууд няма средства да я пусне по кината, до 1983 г. когато е пусната на видеокасети.

### Последни години: писане на сценарии и филми за възрастни
През 1963 г. той пише сценарият на „Убийствена“. През 1965 г. прави филма „Оргия на мъртвите“ в който отново е намесена темата за транссексуалността. Заедно със Стивън Апостолов Ууд пише и понякога дори участва в серия от филми на сексуална тематика до 1977 г. Останалото му творчество чак до смъртта му в 1978 г. е ограничено в писане на зловещи криминалета и секс романи, които често включват женски банди и травестити и дузини зловещи нискобюджетни филми за възрастни на окултна тематика. Някои такива заглавия са „Фотографът“ (1969 г.), „Единствената къща в града“ (1970 г.), „Некромания“ (1971 г.), „Студентът“ (1972 г.) и „Бегълките“(1974 г.).

### Обобщение
Един от кумирите на Ууд е Орсън Уелс, заради амбициите си в киното и голямата си страст към снимането. Също така Ууд се гордеел, че освен самият Уелс, той е единственият кинодеец, който е и писател, режисьор и актьор в собствените си филм, въпреки че вероятно е изпълнявал всички тези функции поради липса на средства. За разлика от показаното във филма на Тим Бъртън „Ед Ууд“, самият Ууд никога не се среща с героя си Уелс.
Бела Лугоси младши е сред тези, които смятат, че Ууд експлоатира възрастният Лугоси, като се възползва от залязващия актьор. Повечето данни и интервюта с други приближени на Ууд доказват, че той и Лугоси са били истински приятели и че Ед помага на Бела през най-трудните му дни на депресия заради пристрастеността му към наркотиците.

### Ууд като писател
От 1963 г. до смъртта си през декември 1978 г. Ууд е написал най-малко 80 романа и стотици кратки истории и разкази за различни списания и комикси. Той можел да работи върху дузина проекти наведнъж, като същевременно можел да яде, пие, гледа телевизия и води разговор докато пише на машина. Съветвал новите писатели просто да продължават да пишат; „Дори историята да се влошава, накрая ще се оправи“.

### Последни дни
През последните си години Ууд има сериозни финансови затруднения. Често пише цели филмови сценарии на цена от $100 само за да може да свърже двата края. Кариерата му на режисьор деградира до правенето на порнографски филми. Депресията на му се засилва, а с нея назрява и сериозен проблем с алкохола. На 10 декември 1978 година, само дни след като заедно със съпругата си е принуден да се изнесе от апартамента си на улица Юка, 54-годишният Едуард Д. Ууд умира от сърдечна атака докато гледа футболен мач. Той е кремиран, а прахът му е разпръснат над морето. Съпругата на Едуард Ууд младши, Кати, умира на 26 юни 2006, като никога не се жени повторно.

## Култ
Сред познавачите на кич и лошо кино, Едуард Ууд е известен като един от най-лошите режисьори на всички времена. Издигането му в култ започва две години след смъртта му. Той е специално споменат в книгата на Майкал и Хари Медвед „Наградите Златна Пуйка“. Публичното внимание се засилва с преоткриването на отдавна загубени трудове на режисьора. В есето си „Невероятно странни филми“, посветено на Ууд, Джим Мортън пише: „Екцентричен и индивидуалист, Едуард Д. Ууд младши е човек, роден да прави филми. Повечето хора, ако се видят принудени да работят в обстановката в която е трябвало да работи Ууд, биха си вдигнали ръцете и биха се предали.“
Университетът в Южна Калифорния организира ежегоден фестивал кръстен на Ед Ууд в който студенти от различни специалности са насърчавани да пишат, снимат и редактират късометражни филми, вдъхновени от Ед Ууд, базирани на определена предварителноостановена тема.
Някои от най-известните филми на Ууд, включително „Глен или Гленда“ и „План 9“ са преправени на порно филми, заснети на ново със същия сценарий и секс сцени, като в оригиналите. През 1998 незаснетият сценарий на Ууд „Станах рано в деня в който умрях“, най-накрая е продуциран, като е запазен глуповатият и шантав стил, популяризирал филмите му. Участват звездите Били Зейн и Кристина Ричи. Освен малък театрален ангажимент в Ню Йорк, филмът не става популярен в Щатите, а в Германия е пуснат само на видео заради бюрократични проблеми. Свещеникът Стийв Галиано от Сакраменто, Калифорния, създава легално призната религия през 1996 г. и възхвалява Ууд като своят спасител. Първоначално започната като шега, „Църквата на Ед Ууд“ сега наброява над 3500 баптистки последователя. „Уудовете“, както се наричат последователите на Стийв, празнуват Уудов ден на 10 октомври – рожденият ден на Ед. Множество концерти и партита се организират навсякъде по света за да отбележат празника.
Култовият статут на филмите на Ед Ууд не е пропуснат и от музикалната индустрия. Режисьорът на хорор филми и хеви метал музикант Роб Зомби кръщава албумът си „Зловещ импулс“, на филм на Ууд.

## Избрана филмография
| Година | Филм                      | Оригинално заглавие     |
| ------ | ------------------------- | ----------------------- |
| 1959   | План 9 от далечния космос | Plan 9 from Outer Space |